# Halina Gaca
Halina Maria Urszula Gaca, pseud. Biały Anioł, Lilia (ur. 20 sierpnia 1923 w Starogardzie, zm. w styczniu 1945), pielęgniarka polska, działaczka antyhitlerowskiego ruchu oporu, harcerka, żołnierz Armii Krajowej.
Była córką Czesława, komornika sądowego, oraz Anny z domu Klaffke. Uczęszczała do Państwowego Gimnazjum i Liceum w Brodnicy, w latach nauki szkolnej biorąc udział w pracach szkolnego hufca Przysposobienia Wojskowego Kobiet. Była także harcerką w Chorągwi Pomorskiej Związku Harcerstwa Polskiego.
Od 1941 pracowała jako pielęgniarka w szpitalu miejskim w Brodnicy, gdzie była siostrą operacyjną na oddziale chirurgicznym. W operacjach asystowała chirurgowi Nikodemowi Wiwatowskiemu, za sprawą żony którego Ireny włączyła się do pracy konspiracyjnej. Działała w sekcji sanitarnej Wojskowej Służby Kobiet Armii Krajowej Obwodu Brodnica, kierowanej przez Irenę Wiwatowską. Do jej zadań należało gromadzenie środków opatrunkowych i leków na potrzeby żołnierzy ruchu oporu. Rannym partyzantom i osobom ukrywającym się przed Niemcami (głównie narodowości żydowskiej), a także m.in. jeńcom angielskim, udzielała pomocy medycznej. Na terenie Inspektoratu Rejonu Armii Krajowej Brodnica organizowała punkty sanitarne na czas planowanej akcji "Burza".
Znalazła się wśród osób zatrzymanych przez Niemców w czasie masowych aresztowań członków brodnickich struktur Armii Krajowej 3 stycznia 1945. Mimo brutalnego śledztwa nie ujawniła żadnych szczegółów swojej działalności konspiracyjnej. Oskarżona o udział w "zabronionej tajnej organizacji o charakterze Polskiego Czerwonego Krzyża", 19 stycznia 1945 przewieziona została do więzienia w Bydgoszczy. Najprawdopodobniej niebawem została zamordowana w czasie ewakuacji więźniów przed nadciągającymi wojskami radzieckimi, przypuszczalnie na terenie lasów nakielskich.